# Orthomiella
Orthomiella is een geslacht van vlinders van de familie van de Lycaenidae. De soorten van dit geslacht komen voor in Oost-Azië.

## Soorten
- O. fukienensis Forster, 1941
- O. lucida Forster, 1942
- O. pontis (Elwes, 1887)
- O. rantaizana Wileman, 1910
- O. ronkayana Bálint, 1997
- O. sinensis (Elwes, 1887)